# Cama (Zwitserland)
Cama is een gemeente in het Zwitserse bergdal Valle Mesolcina en behoort tot het kanton Graubünden.
Tot de gemeente behoort naast de hoofdplaats Cama ook het gehucht Norantola. Beide liggen op de rechteroever van de rivier de Moesa.
Ten oosten van Cama opent zich het woeste en onbewoonde Valle di Cama. In dit dal ligt op 1237 meter hoogte het heldere bergmeer Lago di Cama. Het meer is vanuit het dorp te voet in drie uur te bereiken.